# ساندرا ويلنر
ساندرا ويلنر (بالإنجليزية: Sandra Welner)‏ (1958-2001)، طبيبة ومخترعة أمريكية، وناشطة في مجال الدعوة لتوفير الرعاية الصحية للنساء ذوات الاحتياجات الخاصة

## حياتها المبكرة والتعليم
نشأت ساندرا ليه ويلنر في بيتسبرغ (بنسيلفانيا)، وهي ابنة نيكوديم وباربارا سافير ويلنر وهما من مواليد بولندا، لكنهما تلقيا تعليمهما في بريطانيا؛ كان والدها مهندساً مدنياً ووالدتها ممرضة. تخرجت ساندرا من أكاديمية هيليل عام 1975 وكانت طالبة متفوقة وحاصلة على منحة الاستحقاق الوطني. التحقت ساندرا ببرنامج التعليم الطبي المتسارع، حيث أكملت دراستها الجامعية في جامعة ليهاي وحصلت على شهادة الطب من جامعة دريكسيل كلية الطب عام 1981 (وكان عمرها حينئذ 22 عاماً). أكملت المزيد من التدريب في تخصص طب التوليد والنسائيات في جامعة ييل.

## العمل
بدأت ساندرا ويلنر العمل كطبيبة جراحة ومختصة في العقم وموجهة نسوية في عيادة في أتلانتا (جورجيا). عام 1987، تعرّضت لسكتة قلبية بينما كانت في إحدى مستشفيات هولندا. تسببت المضاعفات فيما بعد بضعف عصبي ما أثّر على القدرة على التنقل والرؤية والقيادة. احتاجها الأمر إلى خمس ستوات من إعادة التأهيل، حتى قررت في نهاية المطاف أنها قادرة على استئناف العمل كطبيبة، إن لم يكن كجراحة (كانت لا تزال قادرة على استعمال المبضع).
اقتصر عمل ساندرا كطبيبة بعد إصابتها على الرعاية الصحية الأولية للنساء ذوات الاحتياجات الخاصة. أتاح لها موقعها في واشنطن العاصمة التشاور مع الوكالات الفيدرالية ومع جمعية السرطان الأمريكية ومنظمات وطنية أخرى. كما عملت أستاذاً مشاركاً في أمراض النساء والتوليد في كليات الطب في جامعة جورجتاون وجامعة ميريلاند (كوليج بارك).
قادها العمل مع النساء المعاقات إلى اختراع طاولة ويلنر، وهي طاولة للفحص الطبي يمكن الصعود إليها بسهولة، حيث يمكن تعديل وضبط الارتفاع والوضعية لتسهيل نقل المريضة إلى كرسي متحرك. كما يمكن استخدامها من قبل الأطباء ذوي الاحتياجات الخاصة باستخدام مجموعة واسعة من الأوضاع لتسهيل قيامهم بفحص مرضاهم.

## حياتها الشخصية
لساندرا شقيقين طبيبن وهما مايكل ويلنر وألان ويلنر؛ مايكل طبيب نفساني، وألان طبيب فيزيائي.
توفيت ساندرا ويلنز عام 2001 في واشنطون دي سي، متأثرة بحروق بليغة أصيبت بها في حريق شقتها. دفنت في مقبرة اليهود المركزية في باركواي في مقاطعة أليني (بنسيلفانيا).

## إرثها
شاركت ساندرا ويلنر بتحرير كتاب «دليل ويلنر للرعاية النساء ذوات الاحتياجات الخاصة» قبل وفاتها (مع فلورنس هاسيلتينا)، وقد نشر عام 2003.
عام 2004، أدخلت بعد وفاتها إلى قاعة المشاهير للأشخاص ذوي الإعاقة في كولومبوس (أوهايو).
يتم إنتاج طاولة ويلنر على نطاقٍ تجاري ويمكن إيجادها في العديد من العيادات حول العالم، خاصة في مدينتها في مركز النساء ذوات الإعاقة في جامعة بيتسبرغ الطبية.